# Original Masters
Original Masters — сборник лучших песен группы Jethro Tull, вышедший в 1985 году.

## Об альбоме
Original Masters — третий сборник группы после M.U. - The Best of Jethro Tull и Repeat - The Best of Jethro Tull - Vol II. Не включает в себя песен, написанных после 1977 года.
Выпущен был в 1985 году. 

## Список композиций
1. Living in the Past
2. Aqualung
3. Too Old to Rock’n’Roll, too Young to Die
4. Locomotive Breath
5. Skating Away on the Thin Ice of New Day
6. Bungle in the Jungle
7. Sweet Dream
8. Songs from the Wood
9. Witch’s Promise
10. Thick as a Brick
11. Minstrel in the Gallery
12. Life is a Long Song

На обороте пластинки песня Witch’s Promise была подписана как Witches Promise.